# Continental Aerospace Technologies
La Continental Aerospace Technologies è un'azienda statunitense produttrice di motori aeronautici che nacque nel 1929 con il nome Continental Aircraft Engine come divisione della Continental Motors Company.
È stata proprietà della Teledyne Technologies fino a dicembre 2010 e in seguito della AVIC International la quale è un'azienda di proprietà della Repubblica Popolare Cinese.